# Tert-Butyltetramethylguanidin
tert-Butyltetramethylguanidin (genau 2-tert-Butyl-1,1,3,3-tetramethylguanidin, kurz: BTMG) ist eine organische Verbindung aus der Gruppe der Guanidine. Es wird als sogenannte Barton-Base z. B. in der Hydrazon-Iodierung nach Derek H. R. Barton verwendet.

## Herstellung
Die Verbindung kann ausgehend von Tetramethylharnstoff durch Reaktion mit Phosgen und tert-Butylamin hergestellt werden.

## Reaktionen und Verwendung
Es eignet sich als basischer Katalysator zur Herstellung von Oxazolidinonen. Ein einfaches Beispiel ist die Reaktion von Anilin und 1,2-Dibromethan unter einer Atmosphäre von Kohlenstoffdioxid, dass Kohlenstoff und Sauerstoff für die Carbamat-Einheit liefert. Das Anilin kann gegen andere Aminoaromaten getauscht werden und das Dibromethan gegen homologe Verbindungen wie 1,3-Dibrompropan, sodass auch Produkte mit anderen Ringgrößen und Substituenten zugänglich sind. In Kombination mit einer Lewis-Säure kann es als Katalysator für enantioselektive Mannich-Reaktionen dienen. Weiterhin eignet es sich als Base für die Hydrazon-Iodierung.